# Ријека (Трново)
Ријека су насељено мјесто у општини Трново, Федерација БиХ, Босна и Херцеговина.

## Становништво
|         | 2013.      | 1991.      | 1981.      | 1971.       |
| Укупно  | 3 (100,0%) | 5 (100,0%) | 7 (100,0%) | 23 (100,0%) |
| Бошњаци | 3 (100,0%) | –          | –          | 1 (4,348%)1 |
| Срби    | –          | 5 (100,0%) | 7 (100,0%) | 19 (82,61%) |
| Хрвати  | –          | –          | –          | 3 (13,04%)  |

1. 1 На пописима од 1971. до 1991. Бошњаци су пописивани углавном као Муслимани.